# کیکسکییمه
کیکسکییمه (به لهستانی:  Kiekskiejmy) یک منطقهٔ مسکونی در لهستان است که در گمینا دوبنگنکی واقع شده‌است. کیکسکییمه  ۱۹۴ نفر جمعیت دارد.